# Font dels Vermells
La Font dels Vermells és una obra de Sant Joan de les Abadesses (Ripollès) protegida com a Bé Cultural d'Interès Local.

## Descripció
La font se situa al paratge de la Font dels Vermells. A partir d'una feixa existent, es va decidir la construcció de dues fonts una a cada costat de l'espai conreable. Totes dues estaven ben disposades i contaven també amb taules i bancs d'obra. El seu estat de conservació és bo tot i que ja ha estat sotmesa a una restauració.

## Història
Tot i que ja s'esmenta el paratge a finals del segle xix, la urbanització i aspecte actual varen fer-se al 1921. L'obra en sí va començar al 1920 quan es trasllada una de les fonts que es trobava en un nivell inferior a l'actual. Al 1925 va condicionar-se encara més l'espai dotant-lo d'il·luminació.